# Кононенко Юрій Григорович
Кононенко Юрій Григорович (14 липня 1958, Харків) — діяч української діаспори в Росії у 1988—2008 роках, перший заступник голови Об'єднання українців Росії (2005—2008). За фахом — учитель історії, суспільствознавста та права; етнолог, етносоціолог.

## Біографія
Жив і працював у Москві у 1961—2008 роках.
У 1980 році закінчив історичний факультет Московського державного педагогічного інституту імені В. І. Леніна, у 1993 році  — спеціальне етнологічне відділення історичного факультету Московського державного університету імені М. В. Ломоносова.
Працював керівником дитячих колективів у системі позашкільної освіти, піонерської організації та у комсомольських органах, зокрема у ЦК ВЛКСМ, дитячому інформаційному агентстві «Юнпрес» (з 1975 до 1993 року).
У 1993 р. переходить на дипломатичну роботу — до 1998 року працює третім секретарем Посольства України в Російській Федерації. У 1998—2005 роках працював у Культурному центрі України у Москві, 2005—2007 роках — Бібліотеці української літератури в Москві.
З активізацією українського руху в Росії долучається до нього, виявляючи себе в українській громадсько-політичній та культурній сферах. У 1988 році став одним із засновників Товариства української культури «Славутич» (член правління у 1988—1992 роках) та Українського молодіжного клубу в Москві (координатор у 1988—1993 роках). У 1989 році разом з однодумцями створив Бібліотеку української літератури в Москві; брав участь у заснуванні Об'єднання українців Москви та Об'єднання українців Росії у 1992 році.
З 1989 до 2008 року — голова Бібліотечної Ради Бібліотеки української літератури в Москві, у 1992—1993 роках — секретар, у 2002—2008 — заступник, перший заступник голови Об'єднання українців Росії, з 2002 до 2008 року — голова Товариства шанувальників української книги. Був керівником Об'єднаної прес-служби Федеральної національно-культурної автономії українців Росії, Об'єднання українців Росії та Бібліотеки української літератури в Москві (1998—2008).
У 2008 році, після фактичного розгрому Бібліотеки української літератури в Москві, повертається в Україну. Живе в Києві. У 2008—2013 роках працював на різних посадах у Міністерстві освіти і науки України (займався питаннями мовної політики та освіти національних меншин), 2013—2014 роках — помічником-консультантом народного депутата України Лілії Гриневич. З березня 2014 року — директор департаменту загальної середньої та дошкільної освіти Міністерства освіти і науки України.
Член міжурядових Двосторонньої Українсько-Словацької комісії з питань національних меншин, освіти і культури (з 2009 року), Змішаної Українсько-Угорської комісії з питань забезпечення прав національних меншин (з 2011 року), Змішаної Українсько-Румунської комісії з питань забезпечення прав осіб, які належать до національних меншин (з 2016 року), Підкомісії з питань співробітництва в галузі культурно-мовних потреб національних меншин Підкомітету з питань гуманітарного співробітництва Російсько-Українського міждержавного співробітництва (2009—2013).
Був членом оргкомітету Всеукраїнського Товариства сприяння відродженню літературних музеїв М.Коцюбинського в Криму.